# Klovn: The Movie
Klovn: The Movie är en dansk komedifilm från 2010 i regi av Mikkel Nørgaard och är skriven av Frank Hvam och Casper Christensen som även spelar huvudrollerna som fiktiva versioner av sig själva. Det är en spinoff och fortsättning på TV-serien Klovn. Filmen lyckades trots sitt sena premiärdatum (16 december) bli årets mest inkomstbringande film och årets mest besökta film för 2010 i Danmark. Totalt såg nästan 850 000 personer filmer vilket gjorde den till en av de  största filmsuccéerna i Danmark någonsin och den näst mest inkomstbringande danska filmerna genom tiderna. Klovn: The Movie möttes av positiv kritik och vann både danska och internationella filmpriser. 

## Handling
När det på en fest råkar avslöjas att Mia (Lyhne) är gravid med Franks (Hvam) barn kommer det snart också fram att Mia tvekar på att behålla barnet och ifrågasätter Franks faderspotential. Frank blir bestört och söker råd hos sin bokklubb bestående av en dansk kändis-elit däribland hans vän och kollega Casper (Christensen). De ger honom rådet att ge Mia ett "pearl necklace" (inte ett man köper hos smyckeshandlaren). När han av misstag ger sin styvmor Pykker (Steentoft) ett "pearl necklace" och under ett inbrott springer ifrån Mias 12-åriga brorson Bo (Jess Petersen) är hans förhållande på mycket tunn is. Samtidigt väntar en kanottur till Skanderborgfestivalen, en resa Casper planerat med just kanot för att slippa få med sin fru Iben (Hjejle). I ett desperat försök att bevisa sin faderspotential kidnappar Frank Bo som får följa med på kanotturen, något som går i direkt konflikt med Caspers planer om sin "tour de fisse" där han planerat att ligga med så många tjejer som möjligt och ett besök på lyxbordellen Castello Alleycat som råkar ligga i Skanderborg.

## Rollista
- Frank Hvam – Frank Hvam
- Casper Christensen – Casper Christensen
- Marcus Jess Petersen – Bo
- Mia Lyhne – Mia
- Iben Hjejle – Iben
- Lars Hjortshøj – Lars
- Niels Weyde – Ole
- Elsebeth Steentoft – Pykker
- Marie Mondrup – Ronja
- Roger Kormind – Kusin Andreas
- Björn Gustafsson – Dörrvärd på Castello Alleycat

Gästskådespelare:
- Bent Fabricius-Bjerre
- Jørgen Leth
- Michael Meyerheim
- Ole Michelsen
- Mads Brügger
- Mikael Bertelsen
- Ib Michael
- Niels Helveg Petersen
- Medina
- Heino Skovgård
- Thomas Helmig
- Sune Rose Wagner
- René Dif

## Produktion

### Inspelning
Klovn: The Movie som utspelas till stora delar längs Gudenå i Jylland spelades in på plats längs ån. Sommaren efter filmens premiär märktes en stor ökning för kanotturer längs ån då beundrare var ute efter att se platserna i filmen. Festivalscenerna är även de inspelade på plats på Skanderborgfestivalen (även kallad Smukfest) där Frank avbröt konserten med Thomas Helmig under den riktiga konserten. Helmig har berättat att Hvam och Christensen ville informera publiken om vad som skulle ske, men Helmig föreslog istället att hålla publiken ovetandes för att få en naturligare reaktion.
Precis som TV-serien är mycket av dialogen improviserad utifrån ett händelseförlopp.
Marcus Jess Petersen som spelar den 12-åriga pojken Bo blev utvald bland 600 andra barn till rollen. Även Marie Mondrup som spelar Ronja gjorde sin debut med Klovn: The Movie. Båda skådespelarna stod också för de mest kontroversiella scenerna i filmen. I Mondrups scen var hon den enda på inspelningen som var naken och Hvam skulle dessutom sätta ett finger i hennes anus. Placeringen var avtalad i förväg men Hvam har berättat i en intervju att han gjorde det svårt för Mondrup då han inte kunde hålla sig för skratt och förstörde flera tagningar. I en scen med Petersen så ska Hvam posera med hans penis. Under inspelningen använde de istället en latexprotes. Christensens karaktär skulle dessutom vara vresig mot Petersens karaktär Bo och höll därför avstånd från honom på inspelningen.
"Fast det inte verkar som att vi är så, så är vi en smula naiva och blåögda och vi tänkte inte på att någon skulle bli förargad över det. Det är ju bara lite nakenhet. Det är naturligt tänkte vi."

-Frank Hvam om scenen med Bos penis.

### Distribution
Klovn: The Movie fick en smygpremiär den 8 december 2010 i Århus för att sedan gå upp på biografer i Danmark den 16 december. Filmen fick sedan premiär på Island den 1 januari 2011. I Norge den 25 mars 2011 och i Finland den 17 juni 2011. I Sverige gick inte filmen upp på biografer utan släpptes direkt på DVD den 10 juni 2011. I Finland blev filmpostern, föreställandes en naken Frank Hvam på en bädd av rosor, censurerad då den väckte stora reaktioner. Alla landets affischer om filmen byttes ut över en natt.
Den nordamerikanska premiären skedde på Fantasia International Film Festival i Montreal i juli 2011. Den visades senare upp på filmfestivalen Fantastic Fest 2011 i Austin och fick därefter amerikansk distrubition via Drafthouse Films med premiär på biografer den 27 juli 2012. Filmbolaget Warner Bros köpte rättigheterna till filmen 2012 och har annonserat en nyinspelning av filmen med Todd Philips som regissör och Danny McBride i en av huvudrollerna. I November 2016 annonserades att Sacha Baron Cohen också fått en av huvudrollerna.

## Mottagande

### Kommersiell respons
Efter premiärhelgen hade 167 091 personer sett Klovn: The Movie och den 28 december rapporterades det att 322 299 danskar köpt biljetter. Innan året var slut hade totalt 481 000 personer sett filmen vilket gjorde den till år 2010 mest inkomstbringande film i Danmark, det på enbart två veckor.
Filmen blev även den mest sedda danska filmen på 10 år då den i mitten av januari 2011 hade setts av 680 000 personer. Den 22 februari hade filmen sålt 848 500 biljetter och var då en av de mest sedda danska filmerna någonsin, enbart Italienska för nybörjare (2000), Walter og Carlo - op på fars hat (1985) och Dynamitgubbarna (1976) har sålt fler biljetter i Danmark. Den skulle dock bli den andra mest inkomstbringande filmen i Danmark någonsin med 65 milljoner danska kronor. Det på en budget av 14 miljoner danska kronor.

### Kritisk respons
Klovn: The Movie fick övervägande god kritik. Erik Jensen på Politiken gav fem stjärnor. Även Henrik Queitsch på Ekstra Bladet gav fem stjärnor och skrev: "Det är helt enkelt den roligaste filmen jag sett sedan urminnes tider. Och den mest pinsamma. På ett bra sätt." Palle Schantz Lauridsen på Kristeligt Dagblad gav också filmen fem stjärnor. Nanna Frank Rasmussen på Jyllands-Posten gav betyget fem stjärnor.
Iben Albinus Sabroe på Berlingske kallade filmen en "politisk inkorrekt segeltur" och gav filmen fyra stjärnor av sex möjliga. Samma betyg gav Birgitte Grue på BT och hyllade Marcus Jezz Petersen skådespel. Peter Bradshaw på The Guardian jämförde filmen med Borat, Simma lugnt, Larry och Baksmällan och gav den betyg 3 av 5.

### Utmärkelser
Klovn: The Movie blev nominerad till danmarks filmkritikers pris – Bodilpriset för Bästa Danska film, men förlorade mot fängelsedramat R (2010). Vid Danmarks filmakademins prisutdelning Robert, vann den Publikens pris. På Danmarks televisions prisudelning Zulu Awards var både Frank Hvam och Casper Christensen nominerade till Bästa manliga huvudroll. Frank Hvam vann i kategorin. Marcuz Jess Petersen vann också priset för Bästa manliga biroll och filmen vann också Årets Bästa Danska film.
På Fantasia International Film Festival i Montreal tilldelades filmen Juryns "Cheval Noir"-pris för Bästa film. Filmen vann också två priser under Fantastic Fest i Austin för Bästa komedifilm och Bästa manus.
| Utmärkelse                            | Kategori                                   | Översättning            | Mottagare                      | Resultat  |
| ------------------------------------- | ------------------------------------------ | ----------------------- | ------------------------------ | --------- |
| Bodilpriset                           | Best Danish Film                           | Bästa Danska film       |                                | Nominerad |
| Calgary Underground Film Festival     | Best Narrative Feature                     | Bästa film              | Mikkel Nørgaard                | Vann      |
| Fantasia International Film Festival  | Best Feature Cheval Noir                   | Bästa film              |                                | Vann      |
| Fantastic Fest                        | Gutbuster Comedy Feature - Best Picture    | Bästa komedifilm        |                                | Vann      |
| Fantastic Fest                        | Gutbuster Comedy Feature - Best Screenplay | Bästa manus             | Casper Christensen, Frank Hvam | Vann      |
| Oldenburg International Film Festival | German Independence Award - Audience Award | Publikens pris          |                                | Nominerad |
| Robert                                | Publikumsprisen                            | Publikpriset            |                                | Vann      |
| Zulu Awards                           | Årets bedste danske film                   | Bästa film              | Mikkel Nørgaard                | Vann      |
| Zulu Awards                           | Årets bedste skuespiller                   | Bästa manliga huvudroll | Frank Hvam                     | Vann      |
| Zulu Awards                           | Årets bedste skuespiller                   | Bästa manliga huvudroll | Casper Christensen             | Nominerad |
| Zulu Awards                           | Årets danske mandlige birolle              | Bästa manliga biroll    | Marcuz Jess Petersen           | Vann      |

## Uppföljare
När Casper Christensen och Frank Hvam den 14 mars 2013 blev intervjuade i kvällstidningen BT avslöjade de att de arbetar på en uppföljare till Klovn: The Movie och sade: "Nu ska vi bara skriva färdigt. När det är gjort så ska vi lyckas finansiera den. Och sen börjar vi att titta på vem som ska spela de olika rollerna. Efter att vi lyckas med vårt nya projekt att avsluta vårt samarbete med Zentropa så ska vi finna nya finansiärer. Det kommer nog bli vi själva som finansierar filmen i egen regi. Men den ska skrivas först."
Uppföljaren Klovn Forever fick premiär den 24 september 2015. Den 13 augusti 2018 återgick de till serieformatet med säsong sju av Klovn för att sedan spela in en tredje film, Klovn The Final (2020).